# Barbara Haščáková
Barbara Haščáková (11. prosince 1979 Košice – 22. listopadu 2023 Sarasota, Florida, USA) byla slovenská zpěvačka, skladatelka a textařka.

## Ze života
Zpěvu se věnovala od malička a od šesti let se učila hrát na klavír. Jejím otcem byl akademický malíř a kostýmní výtvarník Jozef Haščák.
V únoru 1994 nazpívala vysoké vokály v písni Pár bielych ruží skupiny Maduar, hlasový talent projevila také v dalších písních této skupiny: Anjel, I feel good a Do it (poslední dvě v angličtině). Poté ze skupiny Maduar odešla spolu s Erikem Arestou a založili skupinu MC Erik & Barbara. Od roku 2000 žila a působila v USA.
Podle médií ale ve Spojených státech štěstí nenašla. Žila na Floridě, ale o tom, jak se má, mlčela i před svými nejbližšími přáteli. Na sociálních sítích zveřejňovala záběry z vystoupení na náboženských shromážděních, zpívala v různých klubech, učila společenský tanec, moderovala akce, hrála epizodní role ve filmech a občas se také věnovala modelingu. Stěžovala si na násilnické chování svého manžela, potomka československých emigrantů Stevena Soukupa. Spekulovalo se o tom, že manžele také trápily finanční potíže, v roce 2019 totiž Soukup vybíral finance od veřejnosti na pohřeb svého dědečka.
V posledních letech ji trápily zdravotní komplikace, prodělala také velmi těžký covid, později zápal plic a trpěla na zavodněné plíce. Podle jejích slov jí v průběhu operace selhalo srdce a museli ji oživovat.

## Ocenění
- 1998 Nepolitická osobnost roku
- 1998 Zlatý slavík
- 1999 Grand Prix, Poľsko

## Diskografie
Seznam vydaných alb:
- 1997: Ty si slnko, ja som dážď – PolyGram, CD (září 1997)
- 1997: Barbara – PolyGram, CD (20.10.1997)
- 1999: Ver, že ja – Universal Music, CD (říjen 1999)
- 2002: Moje naj – Universal Music, CD
- 2003: Secrets of Happiness – Arts United Entertainment, CD
- 2004: Christmas album – Snow Angel Music, CD
- 2006: K nebu spínam dlane – Monti Records GT 0041-2311, CD singl
- 2006: My & My Music – Monti Records GT 0044-2311, CD + DVD[5][6]

### Maduar
- 1994: I Feel Good – Prolux Records, CD[7]

### MC Erik & Barbara
Písně vydané s touto hudební skupinou:
- 1995: I'm free – Prolux, CD singl
- 1995: I'm free, CD singl (jiný obal)
- 1995: U Can't Stop, CD singl
- 1995: U Can't Stop – PolyGram, MC, CD
- 1995: Summer nights '95, CD singl
- 1996: Save the Jungle, CD singl
- 1996: U Can't Stop 96' version – PolyGram, CD
- 1996: It's your day, CD singl
- 1996: Dancing Queen, CD singl
- 1996: Second – PolyGram, CD
- 1996: Never Gonna, Sen, CD singl
- 1997: Second and More – PolyGram, CD
- 1997: Videos and More, VHS
- 1999: Gold – zlaté hity – PolyGram, CD
- 2010: 2010 – Trustia, CD

### Spolupráce na albech
- 1995: Čierny kvet – Ďuro Černý & company – SQ Music, CD
- 1995: Bratislavská beatová omša 95 – PolyGram, CD, 07. Búvaj, dieťa krásne – Barbara Haščáková.
- 1997: Meky – Miro Žbirka – PolyGram, CD, 12. Ty a ja – Barbara Haščáková a Miro Žbirka.
- 1997: Tralaland, CD, Hymna Tralalandu – Miro Noga, Števo Skrúcaný, Marián Labuda, Július Satinský, Barbara Haščáková, Ibrahim Maiga, Paťa Jariabková, Eva Pavlíková a detský zbor Tralalandu.
- 1999: Mary Stuart – Henrich – PolyGram (január 1999)
- 1999: Fontána pre Zuzanu 3 – Universal Music (august 1999), 04. Otec a mama – Barbara Haščáková a Braňo Holíček a Continental Singers Slovakia, 07. Fontána lásky, 08. Afrika moja láska – Barbara Haščáková a Jozef Ráž a Continental Singers Slovakia
- 1999: Poetica – Duety – Martin Babjak – EMI, MC, CD, 02. To čo je vzácne, 15. Ave Maria.
- 2006: Richard Rikkon uvádza – Monti Records, CD, 01. Môj Exupery
- 2014: Nepozerám – Miro Jaroš & Barbara Haščáková – Galgan Music, CD singel
- 2014: #5 – Miro Jaroš – Galgan Music, CD, 02. Nepozerám – feat. Barbara Haščáková

## Písňová tvorba

### Seznam písní
- Viz článek Seznam písní Barbary Haščákové